# Drie jongens op een onbewoond eiland
Drie jongens op een onbewoond eiland is het vijfde deel van de Bob Evers-boekenreeks van de schrijver Willy van der Heide.
Drie jongens op een onbewoond eiland is het tweede deel van een trilogie waartoe verder de delen Avonturen in de Stille Zuidzee en De strijd om het goudschip behoren.

## Verhaal
Hoofdpersonen van de serie zijn de Nederlandse jongens Arie Roos en Jan Prins en hun Amerikaanse vriend Bob Evers.
Aan het einde van Avonturen in de Stille Zuidzee zijn Arie, Bob en Jan achtergebleven op een eiland in de Stille Zuidzee, terwijl de muiters met hun drie gevangenen, de oorspronkelijke bemanning van het jacht Willi Waw, zijn weggevaren. Het eiland lijkt onbewoond te zijn en in het boek wordt aangegeven wat er allemaal gedaan moet worden om in een dergelijke situatie verder te leven. Een nader onderzoek van het meest nabije deel van het eiland, alsmede de zorg voor dagelijks eten en voor een permanent onderkomen komt uitgebreid aan de orde. Na verloop van enkele maanden komen de muiters onverwachts terug en proberen zij Jan, Bob en Arie te overvallen, wat hun niet lukt. Als zij weer zijn weggevaren, wordt een oud plan ten uitvoer gebracht: de verkenning van de rest van het eiland. Daarbij blijkt dat het eiland eigenlijk de top is van een uitgebluste vulkaan. Vanaf de top van de oude krater is een ander klein eiland zichtbaar. Arie, Jan en Bob nemen aan dat dit het eiland is waarop de muiters zich hebben gehuisvest, en besluiten per sloep een tocht daarnaartoe te ondernemen.

## Drukgeschiedenis
De eerste druk werd in een hardcoveruitgave gepubliceerd in 1950, met stofomslag en illustraties van Frans Mettes. Tot 1958 verschenen nog vijf drukken.
In 1965 werd het formaat gewijzigd. Het boek werd voortaan gepubliceerd als pocketboek (17,5×11,5 cm). De tekst van deze uitgave was door de auteur aanzienlijk bewerkt. De druknummering werd voortgezet en tot 1993 verschenen de volgende drukken:
- 1965 tot 1982: 7e tot 27e druk, omslag van Rudy van Giffen
- 1984: 28e druk, omslag van Carol Voges
- 1988 tot 1993: 29e tot 30e druk, omslag van Bert Zeijlstra

In de pocketeditie zijn de illustraties uit de hardcoveruitgave overgenomen.
Deze trilogie wordt gevormd door de delen 4 t/m 6 van de uitgave in hardcover, hoewel het verhaal  chronologisch gezien voor de briefjesjachttrilogie speelt die opgenomen is in de delen 1 t/m 3. Bij de pocketuitgave is van de gelegenheid gebruikgemaakt de volgorde van de eerste zes delen om te draaien. Daarom hebben de oorspronkelijke delen 4 t/m 6 in die uitgave de serienummers 1 t/m 3.
Omstreeks 1960 verscheen onder de titel Drie seuns op 'n onbewoonde eiland bij de uitgeverij Afrikaans Pers-Boekhandel een uitgave in het Afrikaans, vertaald door Leon Rousseau.
In 1987 werd het verhaal gepubliceerd in een omnibusuitgave, samen met de (oorspronkelijke) delen 4 en 6 van de serie.
In 2005/2006 verscheen Drie jongens op een onbewoond eiland als strip in 92 afleveringen in het Algemeen Dagblad, in een bewerking van Frank Jonker (scenario) en Hans van Oudenaarden (tekeningen). Het hoort bij de stripreeks Bob Evers. Als boek is de strip in 2007 uitgegeven door uitgeverij Boumaar.